# Saint-Marcel-de-Félines
Saint-Marcel-de-Félines är en kommun i departementet Loire i regionen Auvergne-Rhône-Alpes i centrala Frankrike. Kommunen ligger i kantonen Néronde som tillhör arrondissementet Roanne. År 2022 hade Saint-Marcel-de-Félines 807 invånare.

## Befolkningsutveckling
Antalet invånare i kommunen Saint-Marcel-de-Félines
| Referens: INSEE |